# Ульріх I (граф Вюртемберг-Штутгарта)
Ульріх I Коханий (нім. Ulrich I. der Vielgeliebte; 1413– 1 вересня 1480) — 14-й граф Вюртембергу в 1419—1442 роках (як Ульріх V), граф Вюртемберг-Штутгарта в 1442—1480 роках (як Ульріх I).

## Життєпис
Походив з Вюртемберзького дому. Другий син Ебергарда IV, графа Вюртембергу, і Генрієтти фон Монфокон.  У 1419 році після смерті батька разом зі старшим братом Людвігом IV став графом Вюртембергу. Втім через малий вік регенткою стала їх мати разом з регентською радою у складі 32 осіб.
1426 року його брата було оголошено повнолітнім й надано управління графством. Ульріх V був допущений до влади 1433 року. З самого початку він наполягав на поділі родинних володінь. 1441 року після укладання власного шлюбу Ульріх домовився з братом про розподіл терміном на 4 роки. Втім вже 1442 року було укладено Нюртінгенську угоду, за якою Ульріх V отримав східну й північну частини Вюртемберга з містом Штутгарт. Став зватися Ульріх I, хоча переважно в паперах і далі себе називав Ульріхом V, розглядаючи це як можливість знову поєднати Вюртемберг.
1444 року разом з братом Людвігом I Вюртемберг-Урахом підтримував Альбрехта Габсбурга у війні Цюріха проти Швейцарської конфедерації (так звана Стара цюрихська війна), оскільки вважав загрозливим для себе її розширення до Боденського озера. Втім на відміну від брата активно брав участь в бойових діях, створивши Мергентаймерський союз, куди увійшли Якоб I Церінген, маркграф Бадену, Дітрих Шенк фон Ербах, архієпископ Майнца, Альбрехт I Гогенцолерн, маркграф Бранденбург-Ансбаха. Цей союз Ульріх I також планував використати проти Швабського союзу міст.
У 1449 році скористався конфліктом між Альбрехтом I, маркграфом Бранденбург-Аннсбаху з імперським містом Нюрнберг, граф Вюртемберг-Штутгартський виступив проти Швабського союзу, насамперед міста Есслінген, в якому бажав відібрати митні привілеї. Втім перемоги над останнім не призвели до загального успіху Ульріха I.
1450 року після смерті брата Людвіга I став опікуном небожа Людвіга II, внаслідок чого на деякий час підпорядкував графство Вюртемберг-Урах. Втім спочатку вимушений був захищати свої права регента від Фрідріха Віттельсбаха, регента Пфальца. Справі допомогла боротьба останнього з пфальцькою знаттю. Але вже у 1453 році передав Людвігу II усю владу в його графстві.
1457 року з огляду на смерть Людвіга II, графа Вюртемберг-Ураха, знову встановив опіку над графством — тепер за іншого небожа Ебергарда. 1458 року Ульріх I захопив замок Віддерн, що належав Пфальцу. Слідом за цим вступив у союз з імператором Фрідріхом III Габсбургом проти курфюрства Пфальц і герцогства Ландсгут-Баварського. Втім 1460 року у битві біля Пфеддерсгайма Ульріх I разом з Альбрехтом I Гогенцолерном зазнав нищівної поразки. Після цього вимушений був замиритися з Пфальцом.
Але вже 1461 року знову стикнувся з Фрідріхом I, курфюрстом Пфальца через підтримку різних претендентів на посаду курфюрста-архієпископа Майнцького. Ульріх I підтримав Адольфа II Нассау проти Дітера фон Ізенбурга, за якого стояв пфальцький курфюрст. 1462 року в битві біля Зеккенгайма Ульріх Вюртемберзький разом з союзниками зазнав поразки, а сам потрапив у полон. 1463 року звільнився після укладання мирного договору та виплати викупу в 40 тис. гульденів.
1473 року уклав з Ебергардом V, графом Вюртемберг-Ураха, договір, який мав регулювати спільне правонаступництво володінь Вюртемберзького дому. Помер 1480 року. Йому спадкував син Ебергард II.

## Родина
Дружина — Маргарита, донька Адольфа Іде ла Марка, герцога Клеве.
Діти:
- Катерина (1441—1497), черниця в Вюрцбурзі

2. Дружина — Єлизавета, донька Генріха XVI Віттельсбаха, герцога Ландсгут-Баварського.
Діти:
- Ебергард (1447—1504), 2-й герцог Вюртембергу
- Маргарита (1445/1450 — 1479), черниця в монастирі Лібенау біля Вормса
- Генріх (1448—1519), граф Монбельяра
- Єлизавета (1450—1501), дружина графа Фрідріха II Геннеберг-Ашах

3. Дружина — Маргарита, донька Амадея VIII, герцога Савойського
Діти:
- Олена (після 1453—1506), дружина графа Крафта VI від Гогенлое-Нойєнштайн
- Маргарита (після 1453—1470), дружина графа Філіппа фон Еппштайна-Кенігштайна
- Філіппіна (після 1453—1475), дружина графа Якоба II фон Горна